# Trần Sự
Trần Sự (bí danh: Hồng Tiến, 20 tháng 10 năm 1928 – 22 tháng 10 năm 2018) quê quán ở làng An Xá, xã Lộc Thủy, huyện Lệ Thủy, tỉnh Quảng Bình) là chính trị gia người Việt Nam. Ông là Chủ tịch Ủy ban nhân dân tỉnh Quảng Bình (1989–1994) đầu tiên khi tỉnh này chia tách từ tỉnh Bình Trị Thiên vào năm 1989. Ông từng là Bí thư Đảng ủy Quân sự tỉnh Quảng Bình, Chỉ huy trưởng mặt trận Quảng Bình (1968), Phó Chủ tịch thường trực Ủy ban nhân dân tỉnh Bình Trị Thiên (1984–1989).

## Tiểu sử
Trần Sự sinh ngày 20 tháng 10 năm 1928, quê quán ở làng An Xá (cùng làng đại tướng Võ Nguyên Giáp), xã Lộc Thủy, huyện Lệ Thủy, tỉnh Quảng Bình.
Năm 16 tuổi (1944), ông là đội viên đội tự vệ cảm tử làng An Xá chuyên bảo vệ lãnh đạo cách mạng.
Từ tháng 5 năm 1945 đến tháng 9 năm 1945, Trần Sự bí mật tham gia Mặt trận Việt Minh.
Ông có bí danh Hồng Tiến.
Từ tháng 9 năm 1945 đến tháng 1 năm 1946, Trần Sự là cán bộ tuyên truyền xung phong huyện Lệ Thủy, tỉnh Quảng Bình.
Từ tháng 1 năm 1946, Trần Sự nhập ngũ, tham gia Quân đội nhân dân Việt Nam.
Tháng 3 năm 1947, ông chỉ huy một trung đội tự vệ quân chặn đánh quân Pháp từ Đồng Hới hành quân lên Lệ Thủy. Cũng trong tháng này, Trần Sự gia nhập Đảng Cộng sản Việt Nam, chính thức thành đảng viên vào tháng 6 năm 1947.
Cho đến tháng 8 năm 1948, Trần Sự dần được thăng cấp trung đội phó rồi Trung đội trưởng huyện đội Lệ Thủy.
Từ tháng 8 năm 1948 đến tháng 10 năm 1949, Trần Sự là Trưởng ban quân sự huyện đội Lệ Thủy.
Tháng 5 năm 1949, Trần Sự là Huyện đội phó Huyện đội Lệ Thủy.
Từ tháng 10 năm 1949 đến tháng 1 năm 1951, Trần Sự là Thị ủy viên, Thị đội trưởng thị xã Đồng Hới, tham gia Chiến tranh Đông Dương.
Từ tháng 1 năm 1951 đến tháng 8 năm 1954, Trần Sự là Huyện đội trưởng Huyện đội Lệ Thủy.
Ông chỉ huy việc tiếp quản khu quân sự Pháp phía Nam ở tỉnh Quảng Bình.
Sau đó, ông ra bắc tới quân khu làm cán bộ tác chiến, nghiên cứu phòng thủ bờ biển từ Vĩnh Linh đến Thanh Hóa.
Từ tháng 9 năm 1954 đến năm 1960, Trần Sự là Tỉnh đội phó, sau đó là Tỉnh đội trưởng tỉnh Quảng Bình.
Từ năm 1955 ông là Tỉnh đội trưởng Quảng Bình.
Năm 1964, ông là Bí thư Đảng ủy Quân sự, Tỉnh đội trưởng Quảng Bình.
Từ năm 1965 đến năm 1973, Trần Sự là Ủy viên Thường vụ Tỉnh ủy, Chỉ huy trưởng, Bí thư Đảng ủy Quân sự tỉnh Quảng Bình.
Chức vụ cao nhất của ông trong Quân đội nhân dân Việt Nam là Bí thư Đảng ủy Quân sự tỉnh, Chỉ huy trưởng mặt trận Quảng Bình (từ năm 1968), mang quân hàm Trung tá.
Năm 1973, ông xuất ngũ, chuyển qua hoạt động trong chính quyền dân sự. Trong năm này, Trần Sự giữ chức vụ Phó Chủ tịch Ủy ban Hành chính tỉnh Quảng Bình.
Từ tháng 1 năm 1974 đến tháng 8 năm 1974, Trần Sự là Ủy viên Ban Thường vụ Tỉnh ủy, Phó Chủ tịch Ủy ban nhân dân tỉnh Quảng Bình.
Đến tháng 9 cùng năm (1974), ông đi học ở trường Đảng Trung ương Nguyễn Ái Quốc, cho đên tháng 9 năm 1976.
Từ tháng 9 năm 1976 đến tháng 12 năm 1980, Trần Sự là Trưởng ty Xây dựng tỉnh Bình Trị Thiên.
Từ tháng 1 năm 1981 đến tháng 6 năm 1981, Trần Sự là Ủy viên Thường vụ Tỉnh ủy, Trưởng ty Xây dựng tỉnh Bình Trị Thiên.
Từ tháng 6 năm 1981 đến tháng 7 năm 1989, Trần Sự là Ủy viên Thường vụ Tỉnh ủy, Phó Chủ tịch Ủy ban nhân dân tỉnh Bình Trị Thiên.
Năm 1984, ông là Phó Chủ tịch thường trực Ủy ban nhân dân tỉnh Bình Trị Thiên nhiệm kì 1981–1985.
Sau khi tỉnh Quảng Bình chia tách từ tỉnh Bình Trị Thiên vào năm 1989, ông giữ chức vụ Chủ tịch Ủy ban nhân dân tỉnh Quảng Bình đầu tiên.
Từ tháng 7 năm 1989 đến tháng 9 năm 1991, Trần Sự là Ủy viên Thường vụ Tỉnh ủy, Chủ tịch Ủy ban nhân dân tỉnh Quảng Bình.
Từ tháng 9 năm 1991 đến năm 1994, Trần Sự là Phó Bí thư Tỉnh ủy, Chủ tịch Ủy ban nhân dân tỉnh Quảng Bình.
Năm 1995, Trần Sự nghỉ công tác chờ hưởng chế độ hưu trí, và từ năm 1996 thì nghỉ hưu hưởng chế độ.
Vào lúc 9 giờ 40 phút ngày 22 tháng 10 năm 2018, Trần Sự qua đời tại nhà riêng ở phường Đồng Mỹ, thành phố Đồng Hới, tỉnh Quảng Bình do tuổi cao sức yếu. Ông được an táng tại Nghĩa trang Đá Bạc, phường Đồng Sơn, thành phố Đồng Hới, tỉnh Quảng Bình.

## Gia đình
Con trai lớn Trần Xuân Minh.

## Phong thưởng
- Huân chương Quân công hạng Nhì, hạng Ba
- Huân chương Chiến sĩ vẻ vang hạng Nhất, hạng Nhì, hạng Ba
- Huân chương Kháng chiến chống Mỹ cứu nước hạng Nhất
- Huân chương Lao động hạng Nhất.
- Huy hiệu 70 năm tuổi Đảng Cộng sản Việt Nam